# Ørnhøj Kirke
Ørnhøj Kirke ligger i Ørnhøj Sogn i Herning Kommune (Viborg Stift).

## Udseende og interiør
Kirken er opført af sten, som er pudset hvide med kalk, og det har rødt tegltag. Der er indgang til kirken via tårnet i vestgavlen; på tårnet er opsat et ur.
I kirken finder man et alterbillede i form af en kopi af Carl Blochs Kristus i Getsemane.
I forbindelse med seneste renovering er der opsat et nyt alterbillede, udført af kunstneren Erik Winchler. I 2011 blev der ophængt et krucifiks udført af Pascal Mounkoro fra Bamako, Mali, anskaffet gennem Mission Afrika.

## Historie
Ørnhøj er en ret ung by, og inden den fandtes, hørte området til Nørre Omme Sogn med Nørre Omme Kirke som kirke for området. I begyndelsen af det 20. århundrede, hvor befolkningstallet i den nordlige del af sognet efterhånden øgedes, erkendte man i sognet, at der herfra var relativt langt til Nørre Omme Kirke, der lå ret sydligt i sognet. På et sognemøde i 1906 kom der to forslag på banen: At flytte kirken til et mere centralt sted i sognet, eller at opføre en ekstra kirke i den nordlige ende af sognet. Der var klart stemning for den sidstnævnte løsning, og arbejdet gik i gang med at få tegnet kirken samt søge om bevilling til at opføre den nye kirke. Sidstnævnte proces trak ud, og først i 1914 blev der bevilget størstedelen af beløbet til opførelsen på finansloven. Bevillingen lød på 18.500 kr, hvilket ikke helt dækkede omkostningerne på 20.350 kr, hvorfor restbeløbet måtte indsamles blandt sognets beboere. Restbeløbet blev ret hurtigt skaffet, og grundstenen til kirken blev sat 7. oktober samme år.
Kirken kom til at ligge på en lille høj, der kaldtes Ørnhøj, der kom til at lægge navn til såvel kirke som den by, der kom til at vokse op om kirken og den jernbanestation, der omtrent samtidig blev anlagt tæt på kirken. Knap et år senere, 8. september 1915, stod kirken færdig, og den blev indviet 7. november samme år.
Det originale orgel blev udskiftet ved en donation i 1962, og i 1992 blev kirkens område udvidet, og der blev opført et kirkecenter. I 2007-08 gennemgik kirken en større restaurering, og den fik blandt andet nyt tag.